# Kismat Konnection
Kismat Konnection (Hindi: किस्मत कनेक्शन, übersetzt: Schicksalsbindung) ist ein Bollywoodfilm aus dem Jahr 2008. Passion strahlte den Film unter dem Titel Füreinander bestimmt - Kismat Konnection aus.

## Handlung
Toronto, Kanada: Der junge Architekt Raj Malhotra war in seiner Collegezeit ein erfolgreicher Student. Leider trifft dies nicht auf seine berufliche Karriere zu. Mit seinem Freund Hiten Patel, der ebenfalls Architekt ist, versuchen sie Aufträge an Land zu ziehen - ohne Erfolg. Rajs letzte Hoffnung ist die Wahrsagerin Haseena, die ihm sagt, dass er eine Person braucht, die sein Leben verändert und Glück bringt.
Tatsächlich trifft er auf diese Person: Priya. Immer wenn Priya in Rajs Nähe ist, funktionieren die Dinge für Raj. Obwohl sie sich anfangs nicht leiden können, freunden sie sich an – mit Rajs Hintergedanken sie so als Glücksbringer in seiner Nähe zu haben.
Langsam läuft es mit den Geschäften und Raj bekommt einen Auftrag für die Firma „Batra&Gill“ einen Plan für ein Einkaufszentrum zu erstellen. Problem: Das Gebäude, in dem das Einkaufszentrum entstehen soll, ist ein Community Center für alte Leute, in der auch Priya tätig ist. Mit Händen und Füßen will sie den Bau verhindern.
Deshalb macht Raj ihr weis, dass das Einkaufszentrum mit dem Community Center kombiniert wird, sodass sich die alten Leute weiterhin darin aufhalten können. Für Mr. Gill, der Geschäftsführer von „Batra&Gill“, entwirft Raj Pläne ohne den Einbezug des Community Centers. Mit diesem Auftrag kann sich Raj als Architekt endlich einen Namen machen.
Raj ist glücklich und verbringt viel Zeit mit Priya, nachdem sie von ihrem Verlobten Karan betrogen wurde. Sie verlieben sich und Raj bekommt ein schlechtes Gewissen, da er sie belogen und ausgenutzt hat. Als er ihr alles beichtet, trennt sich Priya von ihm.
Bei der Vorstellung des Projekts, hat Raj die Entwürfe so verändert, dass das Community Center bestehen bleiben kann, um auch seine Liebe zu Priya zu beweisen. Doch Mr. Gill und die anderen Geschäftsleute sind von dieser Idee gar nicht begeistern und werfen ihn aus dem Projekt. Da taucht Priya mit ihrem unbekannten alten Freund auf, der sich als Rajeev Batra herausstellt, Teilhaber der Firma „Batra&Gill“. Dank seines Mitspracherechts bleibt Raj im Projekt. Raj und Priya versöhnen sich und alles wendet sich zum Guten.

## Soundtrack
| Songtitel                              | Sänger/in                                                   |
| -------------------------------------- | ----------------------------------------------------------- |
| Aai Paapi (Tu Hai Meri Soniye)         | Neeraj Shridhar                                             |
| Bakhuda Tumhi Ho                       | Alka Yagnik, Atif Aslam                                     |
| Move Your Body Now                     | Shaan, Adeel Chaudry, Hard Kaur, Akriti Kakkar              |
| Is This Love (Kahin Na Laage)          | Mohit Chauhan, Shreya Ghoshal                               |
| Soniye Ve (Dhak Dhak Dhak)             | Sonu Nigam, Sunidhi Chauhan                                 |
| Aai Paapi (Tu Hai Meri Soniye) (Remix) | Neeraj Shridhar                                             |
| Bakhuda Tumhi Ho (Remix)               | Alka Yagnik, Atif Aslam                                     |
| Move Your Body Now (Remix)             | Shaan, Adeel Chaudry, Suhail Kaul, Hard Kaur, Akriti Kakkar |
| Is This Love (Kahin Na Laage) (Remix)  | Mohit Chauhan, Shreya Ghoshal                               |
| Soniye Ve (Dhak Dhak Dhak) (Remix)     | Sonu Nigam, Sunidhi Chauhan                                 |